# Shinkansen Seria E4

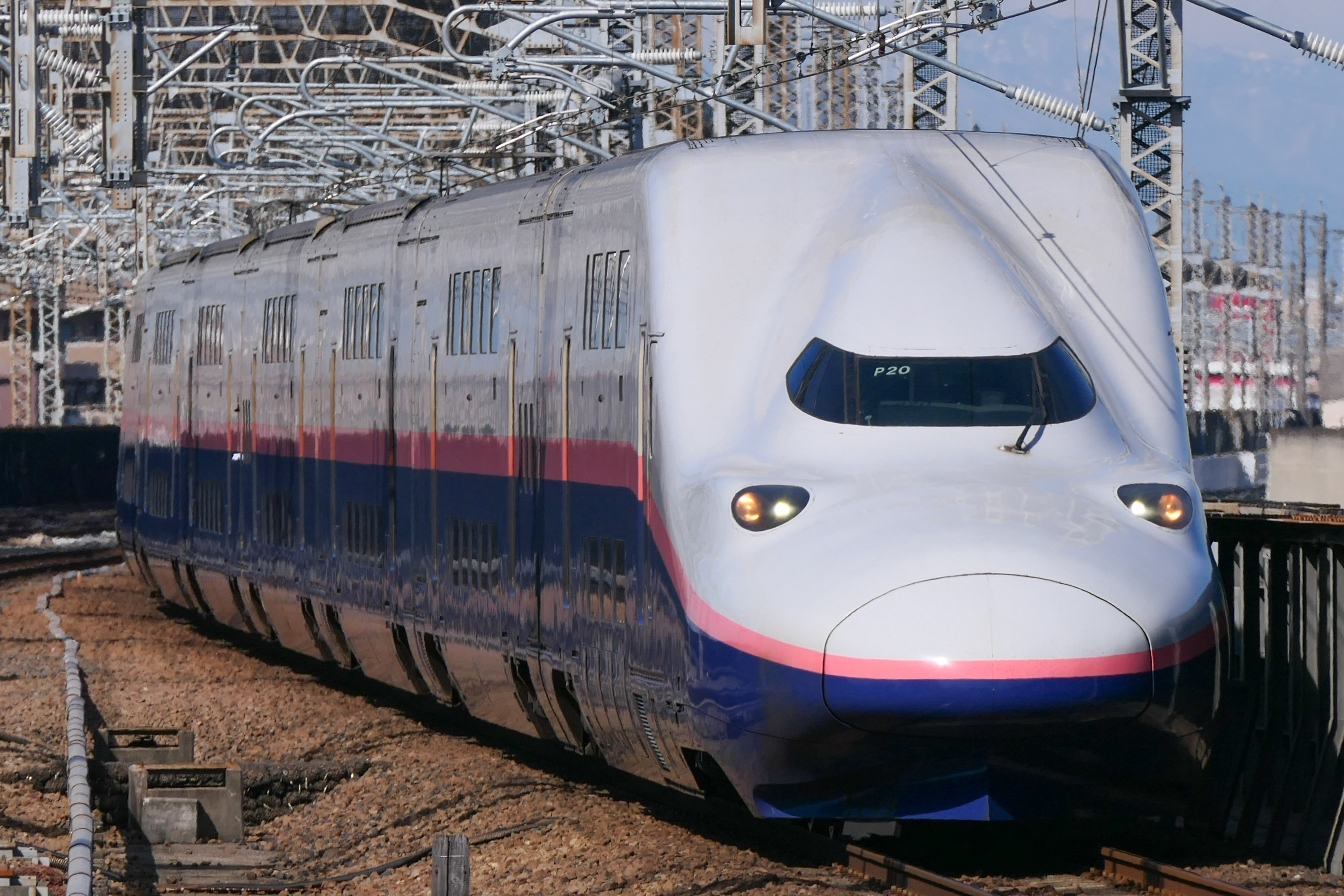
Shinkansen Seria E4

Shinkansen Seria E4 sunt garnituri de tren care rulează pe rețeaua de mare viteză japoneză Shinkansen. Trenul atinge viteze de 240 km/h.